# Myrmeleon valentini
Myrmeleon valentini is een insect uit de familie van de mierenleeuwen (Myrmeleontidae), die tot de orde netvleugeligen (Neuroptera) behoort. 
Myrmeleon valentini is voor het eerst wetenschappelijk beschreven door Krivokhatsky in 2002.